# Reina Hispanoamericana 2011
Reina Hispanoamericana 2011 es la versión 21 del certamen Reina Hispanoamericana, cuya sede de este año fue Santa Cruz de la Sierra, Bolivia el 27 de octubre de 2011.
Para la edición de este año 22 candidatas de América compitieron junto con la candidata de España quien completa el cuadro de 22 candidatas, marcando el debut de la nación Aruba y el retorno de Curaçao, con tal de recibir el título a manos de Caroline Medina de Venezuela, pasada Reina Hispanoamericana. La ganadora del certamen fue Evalina Van Putten, Miss Curazao.

## Resultados

### Posiciones
| Posición                       | Candidata                           |
| ------------------------------ | ----------------------------------- |
| Reina Hispanoamericana 2011    | - Curazao - Evalina Van Putten      |
| Virreina Hispanoamericana 2011 | - Chile - María Jesús Matthei       |
| 1.ª. Finalista                 | - Bolivia - Yessica Mouton Gianella |
| 2.ª. Finalista                 | - Ecuador - Olga Álava Vargas       |
| 3.ª. Finalista                 | - Paraguay - Alba Riquelme          |
| 4.ª. Finalista                 | - España - Alba Fortes Viñolas      |
| 5.ª. Finalista                 | - Venezuela - Ángela Ruiz Pérez     |

## Premios Especiales
| Premio               | Territorio | Delegadas               |
| Miss Elegancia       | Curazao    | Evalina Van Putten      |
| Miss Simpatia        | Panamá     | Marelissa Him           |
| Miss Fotogenica      | Curazao    | Evalina Van Putten      |
| Mejor Traje Nacional | Venezuela  | Ángela Ruiz             |
| Mejor Rostro         | Bolivia    | Yessica Mouton Gianella |
| Mejor Cuerpo         | Curazao    | Evalina Van Putten      |
| Mejor Sonrisa        | Colombia   | Diana Mina              |
| Chica AeroSur        | España     | Alba Fortes             |
| Mejor Cabello        | Paraguay   | Alba Riquelme           |

## Candidatas
| Nación               | Delegada                              | Edad | Estatura | Lugar de residencia |
| Argentina            | Regina Audagna Coleoni                | 18   | 1.73     | Salta               |
| Aruba                | Tracey Marion Jeniree Nicolaas        | 23   | 1.70     | Oranjestad          |
| Bolivia              | Yessica Mouton Gianella               | 23   | 1.72     | Santa Cruz          |
| Chile                | María Jesús Matthei                   | 19   | 1.80     | Santiago            |
| Colombia             | Diana Juliette Mina Tocora            | 21   | 1.72     | Bogotá              |
| Costa Rica           | Wendy del Carmen Cordero Sánchez      | 23   | 1.75     | Cartago             |
| Cuba                 | Kelly Saks                            | 25   | 1.68     | Miami               |
| Curazao              | Evalina Van Putten                    | 19   | 1.84     | Willemstad          |
| República Dominicana | Cherry Elizabeth Jiménez Jáquez       | 19   | 1.79     | San Cristóbal       |
| Ecuador              | Olga Mercedes Alava Vargas            | 23   | 1.73     | Guayaquil           |
| El Salvador          | Anita Esmeralda Puertas               | 22   | 1.78     | San Salvador        |
| Guatemala            | Sonia Angélica Guevara Morfín         | 25   | 1.67     | San Marcos          |
| Honduras             | Gabriela Alejandra Del Cid Coello     | 26   | 1.75     | San Pedro Sula      |
| México               | Martha Lili Marlene Rosales López     | 23   | 1.73     | Pachuca             |
| Nicaragua            | Norma de los Ángeles Fuentes Guerrero | 20   | 1.77     | Chinandega          |
| Panamá               | Marelissa Him Betancourt              | 22   | 1.70     | Ciudad de Panamá    |
| Paraguay             | Alba Lucía Riquelme Valenzuela        | 20   | 1.82     | Asunción            |
| Perú                 | Cindy Mejía Santa María               | 23   | 1.74     | Lima                |
| Puerto Rico          | Tessy Inez Liddell Acevedo            | 20   | 1.78     | Jayuya              |
| España               | Alba Fortes Viñolas                   | 23   | 1.74     | Barcelona           |
| Estados Unidos       | Irene Smith                           | 19   | 1.78     | Los Ángeles         |
| Uruguay              | María Fernanda Semino                 | 18   | 1.68     | Montevideo          |
| Venezuela            | Angela Julieta Ruiz Pérez             | 22   | 1.80     | Maturín             |

## Galería

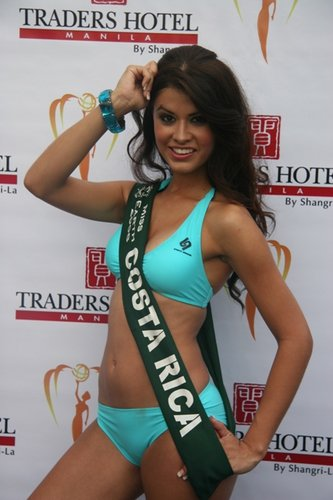
Wendy Cordero, Costa Rica

## Participaciones en otros certámenes
Miss Universo 
- 2008  - *  Aruba - Tracey Nicolaas
- 2011 -   Argentina - Natalia Rodríguez
- 2011 -    Curazao - Evalina Van Putten
- 2011 -    Paraguay - Alba Riquelme
- 2011 -    Uruguay - Fernanda Semino
- 2012 -   Bolivia - Yessica Mouton
- 2013 -   Perú - Cindy Mejía
- 2013 -   Chile - María Jesús Matthei

Miss Mundo
- 2007 -   Costa Rica - Wendy Cordero

Miss Tierra
- 2008 -  Costa Rica - Wendy Cordero
- 2011 -  Panamá - Marelissa Him
- 2011 -   Ecuador - Olga Alava (GANADORA)
- 2011 -  El Salvador - Anita Puertas

Miss Continente Americano 
- 2008 -   Costa Rica - Wendy Cordero
- '2012'''' Perú Cindy Mejía Sin Clasificación.

Reinado Internacional del Café
- 2011  -  Estados Unidos - Jocell Villa
- 2011  -  Venezuela - Ángela Ruiz (Virreina)

Miss Hawaiian Tropic 2009
- Paraguay - Alba Riquelme

Miss Costa Maya International 2009
- Guatemala - Angélica Guevara (Virreina)

Reina Mundial del Banano 2009
- Guatemala - Angélica Guevara

Beauty of the World 2010
- Paraguay - Alba Riquelme (Top 10)

Señorita Colombia 2010
- Colombia - Diana Mina (4.a finalista)
  - Representante de Bogotá

Señorita Panamá 2010
- Panamá - Marelissa Him
  - Representante de Panamá

Miss España 2010
- España - Alba Fortes (Top 15)
  - Representante de Lérida

Miss Venezuela 2010
- Venezuela - Angela Ruiz (1st Runner-up)
  - Representante de Monagas

Miss Earth USA 2010
- Cuba - Kelly Saks (Top 10)
  - Representante de Florida

Top Model of the World 2011
- El Salvador - Anita Puertas (Top 15; 8.o lugar)

Nuestra Belleza Latina 2011
- Estados Unidos - Jocell Villa (10.o lugar)
  -  México Representante de México

Miss República Dominicana 2011
- República Dominicana - Cherry Jiménez (Top 10)
  - Representante de San Cristóbal

Nuestra Belleza México 2011
- México - Lili Rosales
  - Representante de Hidalgo

Miss Mundo de Puerto Rico 2011
- Puerto Rico - Tessy Liddell (3.a finalista)
  - Representante de Jayuya

Miss Perú
- 2011 - Perú - Cindy Mejía (3.a finalista)
  - Representante de Lima
- 2013 - Perú - Cindy Mejía (Ganadora)

## Retiros
- Brasil